# Kamaszy Mátyás
Kamaszy Mátyás (Matej Kamaszy, Szénavár, Hont vármegye, 1817. február 9. – Besztercebánya, 1894. január 22.) besztercebányai kanonok.

## Élete
1840. szeptember 8-án miséspappá szentelték fel, káplánkodása után 1842. február 28-án a besztercebányai római katolikus főgimnázium tanára lett és 1849. december 8-tól az intézet igazgatója volt 1852 augusztusáig, amíg állását az óhegyi plébániával nem cserélte fel. Mint tanár sokat fáradozott az intézet megmagyarosításán. 1858-ban alesperes, 1863-ban tiszteletbeli kanonok és hajniki, 1866-ban breznóbányai plébános, 1876-ban a szeminárium rektora, 1877-ben az egyházkerület iskolainak felügyelője, 1879-ben apát, 1886-ban a püspöki líceum aligazgatója, 1889-ben őrkanonok és jubiláris pap lett.

## Munkái
- Kázen pri přiležtosti slavne wikonaného, za uvedenja pokojo «Teba Boha chválime», v Nedelu po sv. Duchu r. 1849... Beszterczebánya, 1849. (Egyházi beszéd.)
- Ipolyi Arnold szívemléke. Beszterczebánya, 1887.